# Gandino
Gandino là một đô thị ở tỉnh Bergamo trong vùng Lombardia của nước Ý, có vị trí cách khoảng 70 km về phía đông bắc của Milano và khoảng 20 km về phía đông bắc của Bergamo. Tại thời điểm ngày 31 tháng 12 năm 2004, đô thị này có dân số 5.722 người và diện tích là 29,1 km².
Đô thị Gandino có các frazioni (đơn vị cấp dưới, chủ yếu là các làng) Barzizza and Cirano.
Gandino giáp các đô thị: Casnigo, Cazzano Sant'Andrea, Cerete, Clusone, Endine Gaiano, Leffe, Peia, Ponte Nossa, Ranzanico, Rovetta, Sovere.
[Gandino Basilica Exterior and Interior:,